# 피넛 버터 앤드 젤리 샌드위치

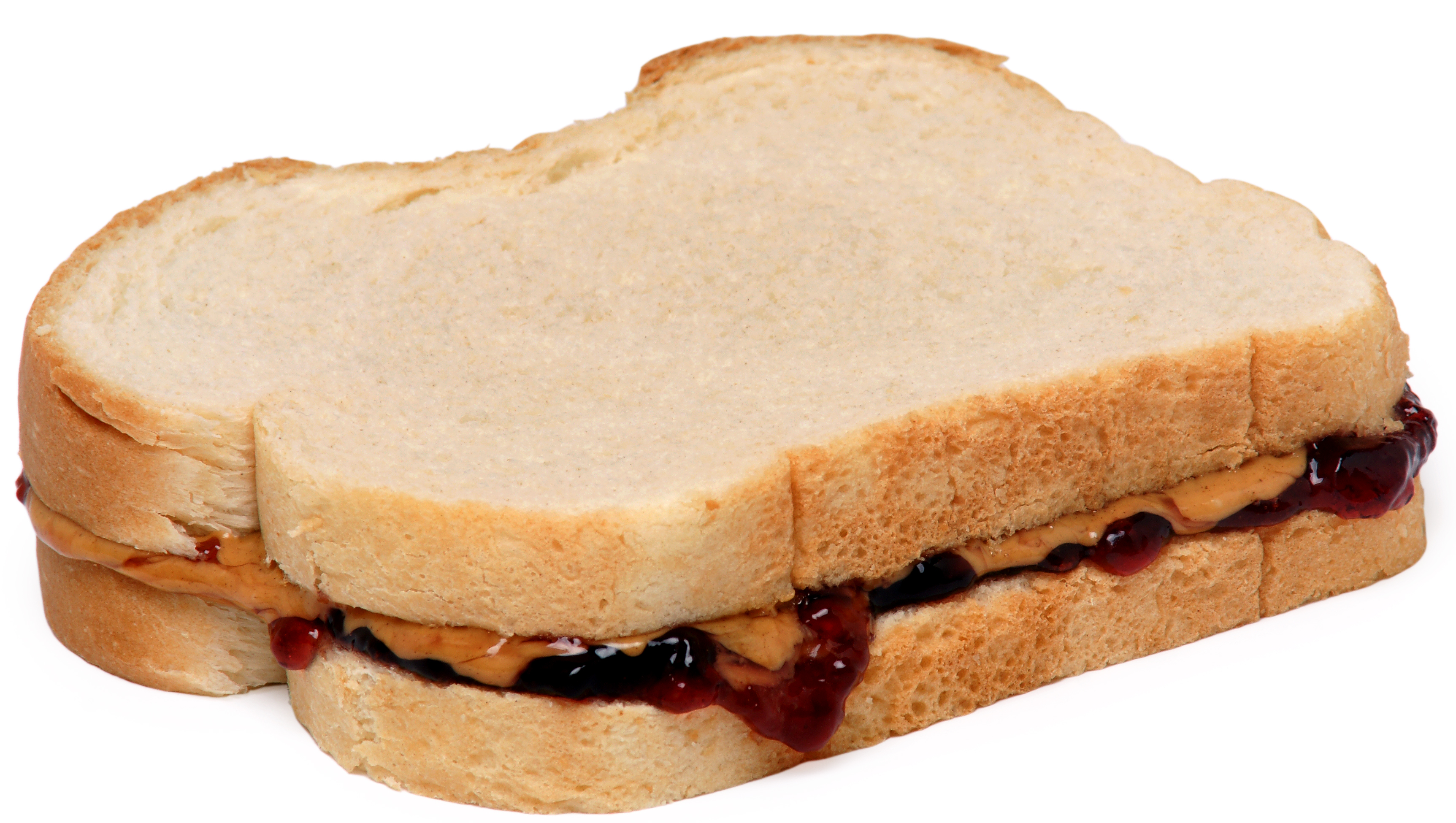
피넛 버터 앤드 젤리 샌드위치

피넛 버터 앤드 젤리 샌드위치(peanut butter and jelly sandwich) 또는 피넛 버터 앤드 잼 샌드위치(peanut butter and jam sandwich)는 북아메리카에서 인기있는 샌드위치이다. 줄임말인 피비앤제이(PB&J)로도 알려져 있다. 미국영어 "젤리(jelly)"는 과즙으로 만든 부드러운 잼인 젤레를 일컫는 말이다. 보통 빵의 한쪽 조각에는 땅콩버터를 바르고 다른 조각에는 젤리(젤레)를 발라서 두 개를 겹쳐 먹는다.
미국 학생들은 학교에 가져갈 간편한 점심으로, 또는 쉽게 만들수 있는 스낵으로 피넛 버터 앤드 젤리 샌드위치를 자주 먹는다. 2002년 설문에 따르면 미국인들은 평균적으로 고등학교를 졸업하기 전까지 1,500개의 '피넛 버터 앤드 젤리 샌드위치'를 먹는 것으로 나타났다.
취향에 따라 꿀, 초콜릿, 단풍 시럽, 헤이즐넛 버터, 마시멜로, 감자칩, 치즈, 말린 과일을 같이 넣어 먹거나 두 장 이상의 식빵을 겹쳐서 먹는다. 사과나 딸기 등의 과일을 얇게 썰어 샌드위치를 만들 수도 있다.
1968년에 식품회사인 스머커(The J.M. Smucker Co.)는 구버(Goober)라는 제품 브랜드를 도입했다. 구버 용기안에는 땅콩버터와 젤리(젤레)가 세로의 줄무늬 형태로 들어있다.
조지 W. 부시가 미국 대통령으로 당선된 후 가장 처음으로 한 일가운데 하나는 백악관 메뉴에 피넛 버터 앤드 젤리 샌드위치를 추가하는 것이었다.

## 영양가
식빵 두장과 땅콩버터와 포도 젤리(젤레)를 각각 한면에 발라서(1스푼 또는 15ml) 만든 샌드위치에는 일일 권장량의 열량 22%, 지방 27%가 포함되어 있다.
육류, 생선, 계란, 유제품을 소비하는 것보다 식물성 단백질을 소비하는 것이 환경에 더 적은 영향을 주기 때문에, 피넛 버터 앤드 젤리 샌드위치는 환경 친화적인 식사로 권장하는 편이다.

## 테두리 없는 포장 샌드위치
1999년 12월, "테두리 없는 포장 샌드위치"에 대한 특허가 미국 특허청에 등록되었다. 이 특허를 이용하면 땅콩버터 샌드위치의 유통기간이 늘 수 있다. 스머커(The J.M. Smucker Co.) 사는 개발자로부터 이 특허를 사들여서 언크러스터블(Uncrustables)이란 제품을 개발했다. 2005년까지 언크러스터블 제품은 매년 20%의 성장율을 보이며 한해 매출이 $6,000만(약 ₩600억원)까지 성장했다. 스머커는 "테두리 없는 포장 샌드위치"에 대한 시장 장악력을 높이기 위해 생산 설비에 대한 특허권을 주장하며 경쟁 업체들을 압박했다. 그러나 스머커사의 특허는 기존의 라비올리나 파이 테두리를 마무리하는 공정과 유사했기 때문에 법원에서 기각당했다.

## 같이 보기
- 땅콩버터